# The Crystal Shard
Der Roman The Crystal Shard aus dem Jahr 1988 ist der erste Teil der Icewind Dale Triology, die von R. A. Salvatore geschrieben wurde. Die Trilogie erzählt die Entstehungsgeschichte der Freundschaft des Dunkelelfen Drizzt Do’Urden mit dem Zwergen Bruenor Heldenhammer und dessen „Adoptivkindern“ Cattie-Brie, Wulfgar, einem mächtigen Barbaren, sowie dem Halbling Regis.
In der deutschen Übersetzung wurde das Buch in zwei Teile aufgespalten: Der gesprungene Kristall und Die verschlungenen Pfade.

## Inhalt

### Prolog
Das böse Artefakt Creshinibon hat seine Erschöpfer – sieben Untote Magier – verzehrt und dabei seinen Besitzer – den Dämonen Errtu – zurück in den Abyss geschleudert. Dort wartet dieser in dem Bewusstsein, dass es Jahrhunderte dauern kann, bis das Artefakt wieder in seinem Besitz ist.
Creshinibon wird derweil in die nördliche Gebirgsregion von Faerun geschleudert und wartet dort gefangen in Schnee und Eis, während Jahrtausende vergehen…

### Teil 1
Eine Magierkarawane besucht Bryan Shander auf der Suche nach seltenen Zauberkomponenten. Zu dieser Karawane gehören Eldeluc, Dendybar, Morkai der Rote sowie dessen Lehrling, Akar Kessel. Mit dem Versprechen von Macht von Eldeluc und Dendybar angestiftet, bringt Akar Kessel Morkai den Roten hinterrücks um.
Doch für Eldeluc und Dendybar war Akar Kessel nur Mittel zum Zweck. Nachdem sie die Leiche von Morkai versteckt haben, strecken sie Akar inmitten der eiskalten Wildnis nieder und lassen ihn dort zurück. Auf der Suche nach einer Zuflucht und dem Tod durch Erfrieren nahe findet Akar plötzlich eine Wärmequelle – Creshinibon. Schnell hat Creshinibon den schwachen Geist von Akar unter Kontrolle und lässt von ihm einen Kristall-Turm – ein großes Abbild von Creshinibon – erschaffen.
Die verschiedenen Barbarenstämme des Eiswindtals sammeln sich unterdessen, um unter der Führung von Heafstaag und dem Stamm der Elche zusammen Zehn-Städte zu vernichten. Die Kriegsvorbereitungen der Barbaren bleiben Drizzt nicht verborgen, der dies Bruenor mitteilt. Beide kommen zu dem Schluss, dass Regis mit seinem magischen Rubin dafür sorgen soll, dass sich Zehn-Städte zusammen der Gefahr stellt, was diesem letztendlich auch gelingt.
Es kommt zu einer blutigen Schlacht, in deren Verlauf Bruenor den jungen Barbaren Wulfgar niederschlägt. Als dieser später noch lebendig entdeckt wird, nimmt Bruenor ihn in seine Obhut. Die nächsten 5 Jahre wächst dieser in den Hallen von Mithral Hall weiter auf.
Bruenor schmiedet den mächtigen Wurf-Hammer Aegis-Fang
Die vergangenen Jahre haben sich auch für Akar Kessel gelohnt: mit Hilfe des Artefaktes hat er Horden von Monstern aus dem Grat der Welt unter seinen Befehl gebracht. Währenddessen konnte Errtu bei einer Beschwörung durch einen schwachen Magier die Vergessenen Reiche betreten und sich auf die Suche nach Creshinibon begeben.
Als Errtu Akar Kessel und das Artefakt aufgespürt hat, gelingt es ihm nicht, dieses Akar zu entreißen. Akar bietet Errtu daraufhin an, an seiner Seite dem Eroberungsfeldzug von Akar Kessel und seiner Armee beizuwohnen, woraufhin dieser einwilligt.

### Teil 2
Bruenor übergibt Wulfgar seine Schöpfung Aegis-Fang als Abschiedsgeschenk, bevor er ihn nach 5 Jahren Dienst in die Freiheit entlassen will. Doch vorher geht Wulfgar noch bei Drizzt in die Lehre, um den Umgang mit Aegis-Fang zu trainieren.
Mit Hilfe der Macht des Artefaktes unterjocht Akar Kessel auch die Barbarenstämme des Eiswindtals. Akar Kessel schickt seine ersten Späher aus, die sich allerdings nicht an die Befehle halten und einige Zwerge, die auf Patrouille sind, umbringen. Die Zwergenleichen werden von Drizzt und Wulfgar entdeckt. Wulfgar und Drizzt bringen den Vorposten zur Strecke, während Bruenor und einige seiner Krieger die für den Vorposten vorgesehene Verstärkung vernichten. Von einem Gefangenen erfahren sie mit Hilfe des magischen Rubins von Regis die Pläne von Akar Kessel. Sie beschließen, dass sie den Rat von Zehn-Städte warnen müssen, damit diese sich zusammen der Gefahr stellen. Doch im Rat kann keine Einigkeit hergestellt werden. Einige der Städte wollen nicht an die Existenz der Gefahr glauben und weigern sich, sich mit den anderen zu verbünden.
Bruenor möchte daraufhin die Minen der Zwerge versiegeln. Drizzt entscheidet sich allerdings, an der Oberfläche zu bleiben und alles in seiner Macht stehende für die Bewohner von Zehn-Städte zu tun. Auch Wulfgar entscheidet sich dagegen, in den Minen zu bleiben. Er möchte eine Schuld begleichen, was Drizzt neugierig macht. Heimlich folgt er Wulfgar. Wulfgar möchte den Schatz des Drachen Icingdeath erobern. Seinem Vater Beorngar blieb dies verwehrt und nach dessen Tod hatte Wulgar einen Schwur geleistet, diesen Schatz zu erobern. Also macht sich Wulfgar auf zum Reghed Gletscher und greift die schlafende Bestie in ihrer Höhle an. Schnell gerät Wulfgar ins Hintertreffen und ist dem Tode nahe, als Drizzt auftaucht und ihm zur Seite steht. Gemeinsam gelingt es ihnen, den Drachen zu besiegen.
Drizzt nimmt sich als Belohnung das Schwert Icing-Death aus dem Schatz. Daraufhin trennen sich die Wege der beiden Kampfgefährten. Wulfgar zieht es zu seinem Volk.

### Teil 3
Dort angekommen fordert er den Führer Heafstaag heraus und besiegt ihn.
Als Drizzt zurückkehrt erkennt er, dass er bereits zu spät kommt. Die Schlacht um Zehn-Städte hat bereits begonnen. Die Bewohner der angegriffenen kleinen Dörfer können sich in die Hauptstadt Bryan Shander retten. Doch die Horden von Akar Kessel belagern die Stadt und Akar selbst fordert schließlich die Kapitulation von Zehn-Städte binnen eines Tages.
Als Drizzt die Szenerie beobachtet, entdeckt er auch den Dämonen und erinnert sich, dass dieser einmal seinem Volk gedient hat. In dem Wissens seines richtigen Namens – Errtu – beschwört Drizzt den Dämonen, um Informationen zu erhalten. Schnell durchschaut Errtu Drizzt und ein Kampf beginnt. Nur mit Hilfe des neuen Krummsäbels gelingt es Drizzt, Errtu zu besiegen und von der … zu verbannen. Doch dieser schwört, in 100 Jahren zurückzukehren.
Zehn Städte hat in der Zwischenzeit Regis als Abgesandten zu Akar Kessel geschickt. Dieser soll mit Hilfe seines magischen Rubins mit Akar Kessel über eine Kapitulation verhandeln. Mit Hilfe von Creshnibon durchschaut Akar aber die Macht des Rubins sofort und versucht, Regis unter seine Kontrolle zu bringen. Doch die natürliche Resistenz gegen Magie hilft Regis, nicht unter Akar’s Zauber zu fallen, was dieser allerdings nicht bemerkt. Regis streut das Gerücht, dass einer der Ork-Stämme mit Zehn-Städte kooperiert und den Einwohnern dabei hilft, zu entkommen. Blind vor Wut lässt Akar den Ork-Stamm vernichten.
Endlich kommt Drizzt am magischen Turm an. Mit Hilfe von Gyenhwyvar findet er die magische Tür und betritt den Turm. Schnell hat es sich bis zu Akar Kessel vorgekämpft. Als dieser auf Drizzt zustürmt, stellt Regis ihm ein Bein. Diese kurze Ablenkung nutzt Drizzt und zerstört das Kristallstück, das den Turm aufrechterhält.
Die Zwerge des Clan Heldenhammer starten derweil eine Überraschungsangriff auf die Schergen von Akar. Nachdem der erste Angriff vorüber ist, stoßen auch die Barbaren um ihren neuen König Wulfgar zum Kampf. Als die Kunde, dass der Turm eingestürzt ist, auch Zehn-Städte erreicht, entscheiden sich die Reiter von Bryan Shander, ihre barbarischen und zwergischen Freunde zu unterstützen. Die orkischen Horden verfallen in Panik und fliehen.
Während der Turm einstürzt kommt es zum finalen Kampf zwischen Drizzt und Akar Kessel. Als Drizzt zum entscheidenden Stoß ausholen will, verschwinden beide überraschend aus Regis’ Blickfeld. Mit der Macht von Creshnibon hat Akar sich und Drizzt auf Kelvin’s Cairn transportiert. Siegessicher feuert Akar einen magischen Stoß auf Drizzt ab. Doch Drizzt kann ausweichen und der Stoß löst eine Lawine aus. Drizzt kann im letzten Moment entkommen, doch Akar Kessel und der Kristall Creshnibon werden unter den Schneemassen begraben.
Die Bürger von Zehn-Städte denken, Regis hätte den Turm zerstört und feiern ihn als Helden. Drizzt lässt sie in dem Glauben. Für Zehn-Städte beginnt der Wiederaufbau. Wulfgar wird als Vertreter der Barbaren in den Rat von Zehn-Städte aufgenommen.
Bruenor spielt den sterbenden Zwerg, um Drizzt das Versprechen zu entlocken, im Frühling auf die Suche nach Mithral Hall zu gehen. Im Frühling brechen schließlich Wulfgar – der seinen Sitz an den älteren Revjak abgibt –, Drizzt und Bruenor auf. Überraschend kommt auch Regis zu den dreien und möchte sie auf der Suche begleiten. Dieser hatte Artemis Entreri – den gefährlichsten Meuchelmörder von Pasha Pook – in der Menge vor seinem neuen Haus entdeckt und sich entschieden, dass er bei seinen drei mächtigen Freunden sicherer sein würde. Von Pasha Pook hatte Regis vor einiger Zeit den magischen Rubin gestohlen.